# Piz Cacciabella
Der Piz Cacciabella ist ein 2979 m ü. M. hoher Berg im Bergell im Schweizer Kanton Graubünden.
Der Berg liegt auf dem Gebiet der Gemeinde Bregaglia, westlich des Albignasees.